# 波多野氏 (三好長慶正室)
波多野氏（はたのし、生没年不詳）は、阿波出身の戦国大名・三好長慶の正室。父は丹波八上城主・波多野秀忠。

## 生涯
「丹波守護」と呼ばれる実力者・波多野秀忠の娘として生まれる。天文9年（1540年）12月、当時摂津下郡の守護代だった三好長慶との間に祝言を挙げた（『天文日記』）。父・秀忠と三好長慶は共に細川晴元に従っていたが、秀忠の叔父・柳本賢治と長慶の父・三好元長の代には激しく対立するなどしていた。この婚姻はその関係を解消するものともなっている。
天文11年（1542年）、長慶との間にその嫡子となる三好義興が生まれ、同年9月、本願寺証如から長慶に祝儀が贈られた。
しかし天文17年（1548年）、父・秀忠が死去すると長慶は波多野氏を離縁。翌天文18年（1549年）5月、長慶は主君・細川晴元と争ってきた細川氏綱方の遊佐長教からその養女（遊佐氏）を妻に迎えた。長慶は天文17年（1547年）より主君・晴元と対立しており、天文18年（1549年）6月の江口の戦いで晴元勢を破って、晴元や将軍・足利義輝を京から追放している。
父・秀忠の跡を継いだ兄弟の波多野元秀は晴元を支持して、三好長慶との対立を続けた。天文21年（1552年）、元秀は長慶により居城の八上城を攻められ、永禄2年（1559年）12月までに三好方によって八上城を奪われている。
なお、長慶と離縁後の波多野氏の消息は不明である。